# Udegék

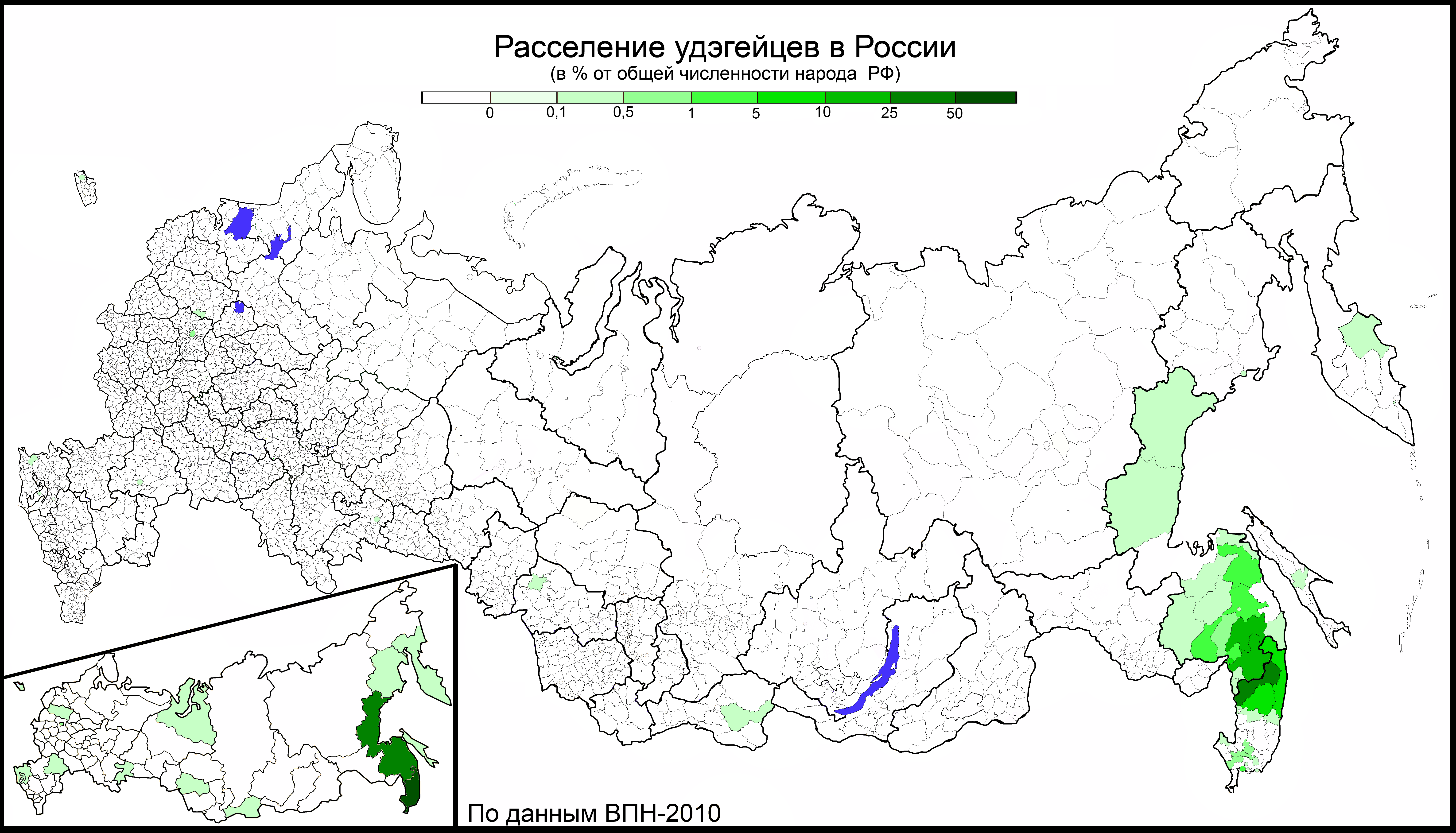
Az udege népcsoport elhelyezkedése Oroszország térképén 2010-ben

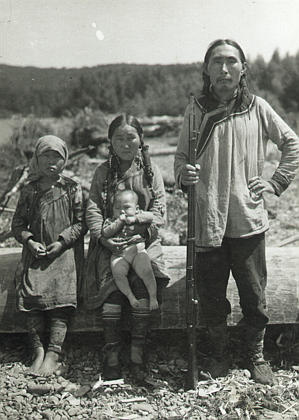
Egy udege család portréja

Az udegék (oroszul: удэгейцы) Oroszországban, nagyrészt a Távol-Keleten; az Usszuri, Amur, Gur (Hungari) és Anyuj folyók mellékvizei mentén élő nép, melynek kis része Ukrajnában is él, ahol a 2001-es népszámláláskor már csak mindössze 40 udegét számoltak össze. Az Ukrajnában élő udegék közül csak 8 vallotta anyanyelvének az udegét, többségük az orosz (19) vagy az ukrán (6) nyelvet jelölte meg anyanyelvként. 
Az udegék a tunguz nyelvcsaládba tartozó udegei nyelvet beszélik. Vallási hiedelmeik közé tartozik az animizmus, az állatimádat és a sámánizmus. Az udegék főleg vadászattal, halászattal és ginzengtermesztéssel foglalkoznak. A 2002-es népszámláláskor Oroszországban 1657 udege élt, ami enyhe növekedést jelent az 1970-es 1500-hoz képest, majd ez a szám a 2010-es népszámláláskor 1496-ra csökkent. Ők a mandzsuk és a nanajok egyik legközelebbi etnikai csoportja.
Az udigék legnagyobb települései:
- Habarovszki határterület: Gvaszjugi (Lazo járás) és Arszenyjevo (Nanaj járás).
- Tengermelléki határterület: Agzu (Tyernyeji járás), Krasznij Jar és Olon (Pozsarszkij járás).

## Etnonimák
A 19. század végéig és a 20. század elejéig az orosz és a nyugati kutatók az udegét és az orokot egy népnek tekintették (gyakran orokoni néven). Az első, aki etnikai elkülönülésüket igazolta, Szergej Nyikolajevics Brailovszkij volt. Ő volt az első, aki bevezette az udihe, udegejci (oroszul: удэээ, удэхэ, удихэ) etnonimát is, amely már a 20. század harmincas éveiben hivatalos, konkrétan autoetnonimává vált. Addig az udegék nem rendelkeztek közös önnévvel. Minden területi csoportnak saját önneve volt.
Ismert még az udege kekari (oroszul: кекари) eхonim – így nevezték az udegékkel szomszédos népeket, főleg az orocsi és a mandzsu népeket: a Csing-dinasztia pl. qiakalának (恰喀拉) nevezte őket.

## Fordítás
Ez a szócikk részben vagy egészben  az   Udege people című angol Wikipédia-szócikk fordításán alapul.  Az eredeti cikk szerkesztőit annak laptörténete sorolja fel. Ez a jelzés csupán a megfogalmazás eredetét és a szerzői jogokat jelzi, nem szolgál a cikkben szereplő információk forrásmegjelöléseként.